# Steve Moore
Steve Moore, mais conhecido como The Mad Drummer ("O Baterista Louco") é um baterista estadunidense, famoso pelos malabarismos que faz enquanto toca.

## Biografia
Em 1997, Steve foi contratado pela Ricky K and the Allnighters, uma banda de baile do meio-oeste dos Estados Unidos. Em junho de 2010, numa das apresentações da banda, um sujeito que assistia o show da banda por acaso gravou um vídeo de Moore tocando a música Sharp Dressed Man do ZZ Top e lançou no YouTube com o título “This drummer is at the wrong gig” (“Este baterista está na banda errada”). O vídeo logo fez sucesso, e foi visto mais de 5 milhões de vezes em um mês. Esse sucesso catapultou o baterista para o estrelato, aparecendo em revistas e sites famosos de bateria, como Modern Drummer, Drummerworld, Ludwig, Sabian, Evans, Pro-Mark, Tosh.0, Yahoo, e foi o tema de muitos foruns de bateria na web. Desde então ele vem sendo convidado a espetáculos e festivais pelo mundo, chegando a encabeçar o famoso The Adams Drummers Festival, na Belgica, encerrando o festival com uma apresentação ao lado de “Mike Portnoy”. No final do ano de 2010, este video seria premiado com o Web Video Awards 2010.
Em julho de 2012, o site da revista NME publicou uma lista diferente das habituais, onde são citados os 10 bateristas menos classificados nas listas de “10 mais”. Nesta lista, o autor aponta grandes músicos que não são considerados pelos “listadores de plantão”. Steve Moore aparece em 1o lugar.

## Prêmios e Honrarias
- 2010 - Best Web Video Award[3]
- 2012 - Listado como N.1 na lista "Os 10 bateristas menos classificados nas listas de “10 mais”" (*The Most Underrated Drummers In Rock) da revista NME[4]
- 2013 - Posição N.3 na lista "Os cinco bateristas mais loucos da história" do site Monotape.[5]
- 2013 - TRADY (Tomorrow’s Reflection Award for Distinguishing Yourself) Award[6]